# Eltchin Gouliyev
Pour les articles homonymes, voir Gouliyev.
Le colonel général Eltchin Gouliyev (en azerbaïdjanais: Elçin Quliyev; né le 22 septembre 1967) est un homme politique azerbaïdjanais qui occupe le poste de chef du service des frontières de la République d'Azerbaïdjan.

## Vie
Gouliyev est né le 22 septembre 1967 à Sumgayit, en Azerbaïdjan. En 1974–1982, il a étudié dans les écoles secondaires n ° 20 et 23, et de 1982 à 1984, il est allé au lycée militaire Jamchid Nakhitchevanski, une école de formation militaire spécialisée. En 1984, il entre à l'École supérieure de commandement des armes combinées de Bakou. 
Diplômé de l'école en 1988, il a occupé divers postes au sein du Groupe des forces du Nord de l'armée soviétique stationné en Pologne de 1988 à 1992. Après le rétablissement de l'indépendance de l'Azerbaïdjan, il a servi comme commandant d'une unité de l'armée des forces armées azerbaïdjanaises de 1992 à 2001. 

## Carrière politique
Le 21 mars 2001, il a été nommé vice-ministre du ministère de la Sécurité nationale et commandant des garde-frontières azerbaïdjanais par le président Heydar Aliyev. Le 31 juillet 2002, il a été nommé chef du service des frontières de la République d'Azerbaïdjan par le président Ilham Aliyev. 
En tant que chef du service national des frontières, il a pu encourager l'ouverture d'une nouvelle Académie des troupes frontalières d'État en août 2010, dont il est devenu le recteur. Il a également permis une défense renforcée des frontières maritimes. Pendant son mandat, Gouliyev a noué des relations solides avec les services frontaliers d'autres pays cherchant à former les militaires azerbaïdjanais à renforcer la défense des pipelines et des gisements de pétrole et de gaz. 
À l'automne 2020, lors du conflit armé au Haut-Karabakh avec la participation du Service national des frontières, les forces azerbaïdjanaises ont pris le contrôle de plusieurs colonies dans le district de Jabrayil. Le commandant suprême des forces armées azerbaïdjanaises, le président Ilham Aliyev, a félicité Eltchin Gouliyev pour avoir «hissé le drapeau azerbaïdjanais au-dessus du pont Khoodafarin, libérant plusieurs colonies résidentielles avec la participation du SNF». 

## Prix et grades
- Le 15 août 2001, il a obtenu le grade de major général

- Le 17 mai 2003 il a obtenu le grade de lieutenant général

- Le 15 août 2014, il a obtenu le grade de colonel général. Il a reçu plusieurs médailles et ordres de la République d'Azerbaïdjan et d'autres pays.

- Le 9 décembre 2020, Gouliyev a reçu l'Ordre Zafar[4].